# Калиновское сельское поселение (Крым)
Калиновское сельское поселение (укр. Калинівське сільське поселення, крымскотат. Корьпе кой юрту, Körpe köy yurtu) — муниципальное образование в Ленинском районе Республики Крым России, на Керченском полуострове, в непосредственной близости (к северу) от районного центра Ленино.
Административный центр и единственный населённый пункт — село Калиновка.

## Население
| 2001  | 2014  | 2015  | 2016  | 2017  | 2018  | 2019  |
| ----- | ----- | ----- | ----- | ----- | ----- | ----- |
| 2428  | ↘2304 | ↘2302 | ↗2304 | ↘2278 | ↘2259 | ↘2241 |
| 2020  | 2021  |       |       |       |       |       |
| ↗2242 | ↗2297 |       |       |       |       |       |

## История
18 февраля 1977 года был образован Калиновский сельский совет. Ранее входил в состав Ильичёвского сельсовета.
Статус и границы Калиновского сельского поселения установлены Законом Республики Крым от 5 июня 2014 года № 15-ЗРК «Об установлении границ муниципальных образований и статусе муниципальных образований в Республике Крым».